# Kariba-tó
A Kariba-tó egy mesterséges tó Zimbabwe és Zambia határán, a világ legnagyobb térfogatú mesterséges tava. A Kariba-gát duzzasztja meg a Zambézi folyót, ami így tóvá szélesedik. A víztároló képessége 180 km³.